# .bt
.bt je vrhovna internetska domena (country code top-level domain - ccTLD) za Butan. Domenom upravlja Ministarstvo komunikacija Butana.

## Vanjske poveznice
- IANA .bt whois informacija  Arhivirana inačica izvorne stranice od 21. kolovoza 2008. (Wayback Machine)